# Apogon trimaculatus
Apogon trimaculatus es una especie de pez de la familia de los apogónidos en el orden de los perciformes.

## Morfología
Los machos pueden llegar a alcanzar los 14,2 cm de longitud total.

## Distribución geográfica
Se encuentran desde las Islas Ryukyu hasta Australia Occidental, el sur de la Gran Barrera de Coral, Samoa y las Islas Marshall.